# Lincoln City Football Club
Il Lincoln City Football Club è una società calcistica inglese con sede nella città di Lincoln, militante nella Football League One (terza divisione inglese) dal 2019. Gioca le partite casalinghe al Sincil Bank, impianto da 10 127 posti a sedere.

## Storia
Il 18 febbraio 2017, grazie alla vittoria per 1-0 sul campo del Burnley (squadra della Premier League) negli ottavi di finale di FA Cup, il Lincoln City è diventata la prima squadra dilettantistica dal 1914 a riuscire a qualificarsi ai quarti di finale della competizione; tuttavia nel turno successivo è stata eliminata dall'Arsenal (altro club di prima divisione) con il risultato di 5-0. Nella medesima stagione il club raggiunge inoltre per la prima volta nella sua storia la semifinale di FA Trophy.
Il 22 aprile 2017, grazie alla vittoria per 2-1 in casa sul Macclesfield Town, si aggiudica la National League con due partite di anticipo e torna in Football League Two, dopo sei stagioni di assenza. Nella stagione 2017-2018 ha vinto il Football League Trophy, competizione di cui nella sua storia ha raggiunto in altre due occasioni le semifinali (edizioni 2000-2001 e 2020-2021).
Nel luglio 2020 il club è stato acquistato da un ricco imprenditore inglese, con l'intento di rendere i The Red Imps un club di alto rango.

## Allenatori
- David Calderhead (1900-1907)
- Bill Anderson (1946-1965)
- Roy Chapman (1965-1966)
- David Herd (1971-1972)
- Graham Taylor (1972-1977)
- Willie Bell (1977-1978)
- Colin Murphy (1978-1985)
- John Pickering (1985-1986)
- Peter Daniel (1987)
- Colin Murphy (1987-1990)
- Allan Clarke (1990)
- Sam Ellis (1994-1995)
- John Beck (1995-1998)
- Alan Buckley (2001-2002)
- Christopher Roy Sutton (2009-2010)
- Danny Cowley (2016-2019)
- Michael Appleton (2019-2022)
- Mark Kennedy (2022-)

## Palmarès

### Competizioni nazionali
- Third Division North: 3

1931-1932, 1947-1948, 1951-1952
- Campionato inglese di quarta divisione: 2

1975-1976, 2018-2019
- National League: 2

1987-1988, 2016-2017
- English Football League Trophy: 1

2017-2018

### Competizioni regionali
- Lincolnshire Senior Cup: 38

1886-1887, 1890-1891, 1891-1892, 1893-1894, 1907-1908, 1909-1910, 1911-1912, 1913-1914, 1914-1915, 1919-1920, 1921-1922, 1923-1924, 1926-1927, 1930-1931-1932, 1933-1934, 1934-1935, 1945-1946, 1947-1948, 1948-1949, 1950-1951, 1955-1956, 1961-1962, 1963-1964, 1965-1966, 1966-1967, 1968-1969, 1969-1970, 1974-1975, 1980-1981, 1981-1982, 1984-1985, 1990-1991, 1997-1998, 2004-2005, 2006-2007, 2013-2014, 2016-2017

### Altri piazzamenti
- Third Division North:

Secondo posto: 1927-1928, 1930-1931, 1936-1937
- Campionato inglese di quarta divisione:

Secondo posto: 1980-1981
Terzo posto: 1997-1998

## Organico

### Rosa 2024-2025
| N. |                        | Ruolo | Calciatore           |
| -- | ---------------------- | ----- | -------------------- |
| 1  | Inghilterra (bandiera) | P     | George Wickens       |
| 2  | Zimbabwe (bandiera)    | D     | Tendayi Darikwa      |
| 3  | Inghilterra (bandiera) | D     | Saxon Earley         |
| 4  | Paesi Bassi (bandiera) | D     | Lewis Montsma        |
| 5  | Inghilterra (bandiera) | D     | Adam Jackson         |
| 6  | Scozia (bandiera)      | C     | Ethan Erhahon        |
| 7  | Saint Lucia (bandiera) | C     | Reeco Hackett        |
| 8  | Inghilterra (bandiera) | C     | Tashan Oakley-Boothe |
| 9  | Inghilterra (bandiera) | A     | Luke Plange          |
| 10 | Inghilterra (bandiera) | C     | Teddy Bishop         |
| 11 | Irlanda (bandiera)     | C     | Olamide Shodipo      |
| 15 | Irlanda (bandiera)     | D     | Paudie O'Connor      |
| 16 | Galles (bandiera)      | D     | Joe Walsh            |
| 18 | Scozia (bandiera)      | A     | Ben House            |

| N. |                        | Ruolo | Calciatore            |
| -- | ---------------------- | ----- | --------------------- |
| 19 | Irlanda (bandiera)     | C     | Daniel Mandroiu       |
| 20 | Inghilterra (bandiera) | D     | Jay Benn              |
| 21 | Danimarca (bandiera)   | C     | Lasse Sørensen        |
| 22 | Inghilterra (bandiera) | D     | Timothy Eyoma         |
| 24 | Irlanda (bandiera)     | D     | Sean Roughan          |
| 25 | Inghilterra (bandiera) | D     | Alex Mitchell         |
| 26 | Inghilterra (bandiera) | C     | Matty Virtue          |
| 27 | Inghilterra (bandiera) | C     | Jack Diamond          |
| 28 | Irlanda (bandiera)     | D     | Dylan Duffy           |
| 29 | Inghilterra (bandiera) | P     | Jordan Wright         |
| 32 | Inghilterra (bandiera) | A     | Jovon Makama          |
| 36 | Inghilterra (bandiera) | D     | Morgan Worsfold-Gregg |

### Rosa 2023-2024
| N. |                        | Ruolo | Calciatore           |
| -- | ---------------------- | ----- | -------------------- |
| 1  | Inghilterra (bandiera) | P     | Carl Rushworth       |
| 2  | Galles (bandiera)      | D     | Regan Poole          |
| 3  | Inghilterra (bandiera) | D     | Harry Boyes          |
| 4  | Paesi Bassi (bandiera) | D     | Lewis Montsma        |
| 5  | Inghilterra (bandiera) | D     | Adam Jackson         |
| 6  | Scozia (bandiera)      | C     | Ethan Erhahon        |
| 7  | Inghilterra (bandiera) | C     | Charles Vernam       |
| 8  | Inghilterra (bandiera) | C     | Tashan Oakley-Boothe |
| 9  | Inghilterra (bandiera) | A     | Luke Plange          |
| 10 | Inghilterra (bandiera) | C     | Teddy Bishop         |
| 11 | Irlanda (bandiera)     | C     | Olamide Shodipo      |
| 15 | Irlanda (bandiera)     | D     | Paudie O'Connor      |
| 16 | Scozia (bandiera)      | C     | Jack Burroughs       |

| N. |                        | Ruolo | Calciatore            |
| -- | ---------------------- | ----- | --------------------- |
| 18 | Scozia (bandiera)      | A     | Ben House             |
| 19 | Irlanda (bandiera)     | C     | Daniel Mandroiu       |
| 20 | Inghilterra (bandiera) | D     | Jay Benn              |
| 21 | Danimarca (bandiera)   | C     | Lasse Sørensen        |
| 22 | Inghilterra (bandiera) | D     | Timothy Eyoma         |
| 24 | Irlanda (bandiera)     | D     | Sean Roughan          |
| 25 | Inghilterra (bandiera) | D     | Alex Mitchell         |
| 26 | Inghilterra (bandiera) | C     | Matty Virtue          |
| 27 | Inghilterra (bandiera) | C     | Jack Diamond          |
| 28 | Irlanda (bandiera)     | D     | Dylan Duffy           |
| 29 | Inghilterra (bandiera) | P     | Jordan Wright         |
| 32 | Inghilterra (bandiera) | A     | Jovon Makama          |
| 36 | Inghilterra (bandiera) | D     | Morgan Worsfold-Gregg |

### Rosa 2022-2023
| N. |                        | Ruolo | Calciatore           |
| -- | ---------------------- | ----- | -------------------- |
| 1  | Inghilterra (bandiera) | P     | Carl Rushworth       |
| 2  | Galles (bandiera)      | D     | Regan Poole          |
| 3  | Inghilterra (bandiera) | D     | Harry Boyes          |
| 4  | Paesi Bassi (bandiera) | D     | Lewis Montsma        |
| 5  | Inghilterra (bandiera) | D     | Adam Jackson         |
| 6  | Inghilterra (bandiera) | C     | Max Sanders          |
| 7  | Inghilterra (bandiera) | C     | Charles Vernam       |
| 8  | Inghilterra (bandiera) | C     | Tashan Oakley-Boothe |
| 9  | Inghilterra (bandiera) | A     | Luke Plange          |
| 10 | Inghilterra (bandiera) | C     | Teddy Bishop         |
| 11 | Irlanda (bandiera)     | C     | Olamide Shodipo      |
| 15 | Irlanda (bandiera)     | D     | Paudie O'Connor      |
| 16 | Galles (bandiera)      | D     | Joe Walsh            |

| N. |                        | Ruolo | Calciatore            |
| -- | ---------------------- | ----- | --------------------- |
| 18 | Scozia (bandiera)      | A     | Ben House             |
| 19 | Irlanda (bandiera)     | C     | Daniel Mandroiu       |
| 20 | Inghilterra (bandiera) | D     | Jay Benn              |
| 21 | Danimarca (bandiera)   | C     | Lasse Sørensen        |
| 22 | Inghilterra (bandiera) | D     | Timothy Eyoma         |
| 24 | Irlanda (bandiera)     | D     | Sean Roughan          |
| 26 | Inghilterra (bandiera) | C     | Matty Virtue          |
| 27 | Inghilterra (bandiera) | C     | Jack Diamond          |
| 28 | Irlanda (bandiera)     | D     | Dylan Duffy           |
| 29 | Inghilterra (bandiera) | P     | Jordan Wright         |
| 32 | Inghilterra (bandiera) | A     | Jovon Makama          |
| 36 | Inghilterra (bandiera) | D     | Morgan Worsfold-Gregg |
|    | Scozia (bandiera)      | C     | Ethan Erhahon         |

### Rosa 2021-2022
| N. |                        | Ruolo | Calciatore       |
| -- | ---------------------- | ----- | ---------------- |
| 1  | Inghilterra (bandiera) | P     | Josh Griffiths   |
| 2  | Galles (bandiera)      | D     | Regan Poole      |
| 4  | Paesi Bassi (bandiera) | D     | Lewis Montsma    |
| 5  | Inghilterra (bandiera) | D     | Adam Jackson     |
| 6  | Inghilterra (bandiera) | C     | Max Sanders      |
| 7  | Inghilterra (bandiera) | C     | Morgan Whittaker |
| 8  | Galles (bandiera)      | A     | Liam Cullen      |
| 9  | Inghilterra (bandiera) | A     | Tom Hopper       |
| 10 | Scozia (bandiera)      | A     | Chris Maguire    |
| 11 | Irlanda (bandiera)     | A     | Anthony Scully   |
| 12 | Inghilterra (bandiera) | C     | Teddy Bishop     |
| 14 | Inghilterra (bandiera) | A     | Hakeeb Adelakun  |
| 15 | Inghilterra (bandiera) | D     | Cohen Bramall    |
| 16 | Galles (bandiera)      | D     | Joe Walsh        |

| N. |                           | Ruolo | Calciatore          |
| -- | ------------------------- | ----- | ------------------- |
| 18 | Scozia (bandiera)         | C     | Conor McGrandles    |
| 19 | Scozia (bandiera)         | C     | Lewis Fiorini       |
| 20 | Inghilterra (bandiera)    | D     | Brooke Norton-Cuffy |
| 21 | Danimarca (bandiera)      | C     | Lasse Sørensen      |
| 22 | Inghilterra (bandiera)    | D     | Timothy Eyoma       |
| 23 | Scozia (bandiera)         | C     | Liam Bridcutt       |
| 24 | Scozia (bandiera)         | D     | Jamie Robson        |
| 27 | Inghilterra (bandiera)    | A     | John Marquis        |
| 30 | Irlanda (bandiera)        | D     | Sean Roughan        |
| 31 | Inghilterra (bandiera)    | P     | Sam Long            |
|    | Inghilterra (bandiera)    | P     | Jordan Wright       |
|    | Inghilterra (bandiera)    | D     | Max Melbourne       |
|    | Arabia Saudita (bandiera) | D     | Ziyad Al-Oyouni     |

### Rosa 2020-2021
| N. |                        | Ruolo | Calciatore     |
| -- | ---------------------- | ----- | -------------- |
| 1  | Inghilterra (bandiera) | P     | Josh Vickers   |
| 3  | Inghilterra (bandiera) | D     | Max Melbourne  |
| 4  | Paesi Bassi (bandiera) | D     | Lewis Montsma  |
| 5  | Inghilterra (bandiera) | D     | Adam Jackson   |
| 7  | Inghilterra (bandiera) | C     | Tayo Edun      |
| 8  | Scozia (bandiera)      | C     | James Jones    |
| 9  | Inghilterra (bandiera) | A     | Tom Hopper     |
| 10 | Inghilterra (bandiera) | C     | Jack Payne     |
| 11 | Irlanda (bandiera)     | C     | Anthony Scully |
| 14 | Scozia (bandiera)      | C     | Theo Archibald |
| 16 | Galles (bandiera)      | D     | Joe Walsh      |
| 17 | Inghilterra (bandiera) | C     | Remy Howarth   |

| N. |                        | Ruolo | Calciatore        |
| -- | ---------------------- | ----- | ----------------- |
| 18 | Scozia (bandiera)      | C     | Conor McGrandles  |
| 19 | Inghilterra (bandiera) | A     | Callum Morton     |
| 20 | Galles (bandiera)      | C     | Brennan Johnson   |
| 21 | Inghilterra (bandiera) | A     | Jamie Soule       |
| 22 | Inghilterra (bandiera) | D     | Timothy Eyoma     |
| 23 | Scozia (bandiera)      | C     | Liam Bridcutt     |
| 24 | Inghilterra (bandiera) | D     | Robbie Gotts      |
| 25 | Irlanda (bandiera)     | C     | Zachary Elbouzedi |
| 26 | Inghilterra (bandiera) | C     | Harry Anderson    |
| 29 | Inghilterra (bandiera) | P     | Ethan Ross        |
| 30 | Irlanda (bandiera)     | D     | Sean Roughan      |

### Rosa 2019-2020
| N. |                        | Ruolo | Calciatore           |
| -- | ---------------------- | ----- | -------------------- |
| 1  | Inghilterra (bandiera) | P     | Josh Vickers         |
| 2  | Scozia (bandiera)      | C     | Liam Bridcutt        |
| 3  | Inghilterra (bandiera) | D     | Akeem Hinds          |
| 4  | Inghilterra (bandiera) | D     | Timothy Eyoma        |
| 5  | Inghilterra (bandiera) | D     | Jason Shackell       |
| 6  | Irlanda (bandiera)     | D     | Cian Bolger          |
| 7  | Inghilterra (bandiera) | C     | Tom Pett             |
| 8  | Irlanda (bandiera)     | C     | Lee Frecklington     |
| 9  | Inghilterra (bandiera) | A     | Tyreece John-Jules   |
| 10 | Inghilterra (bandiera) | C     | Jack Payne           |
| 11 | Inghilterra (bandiera) | A     | Tom Hopper           |
| 12 | Inghilterra (bandiera) | C     | Ellis Chapman        |
| 14 | Stati Uniti (bandiera) | A     | Jordan Adebayo-Smith |
| 16 | Inghilterra (bandiera) | C     | Michael Bostwick     |

| N. |                        | Ruolo | Calciatore        |
| -- | ---------------------- | ----- | ----------------- |
| 17 | Irlanda (bandiera)     | C     | Anthony Scully    |
| 18 | Inghilterra (bandiera) | C     | Jorge Grant       |
| 19 | Galles (bandiera)      | C     | Joe Morrell       |
| 20 | Irlanda (bandiera)     | C     | Conor Coventry    |
| 22 | Galles (bandiera)      | D     | Aaron Lewis       |
| 23 | Galles (bandiera)      | D     | Neal Eardley      |
| 24 | Inghilterra (bandiera) | D     | Max Melbourne     |
| 25 | Irlanda (bandiera)     | C     | Zachary Elbouzedi |
| 26 | Inghilterra (bandiera) | C     | Harry Anderson    |
| 28 | Inghilterra (bandiera) | C     | Jake Hesketh      |
| 30 | Inghilterra (bandiera) | P     | Charlie Andrew    |
| 37 | Inghilterra (bandiera) | C     | Tayo Edun         |
|    | Irlanda (bandiera)     | D     | Alan Sheehan      |

### Rosa 2018-2019
| N. |                             | Ruolo | Calciatore       |
| -- | --------------------------- | ----- | ---------------- |
| 1  | Inghilterra (bandiera)      | P     | Josh Vickers     |
| 2  | Inghilterra (bandiera)      | C     | Kellan Gordon    |
| 3  | Inghilterra (bandiera)      | D     | Samuel Habergham |
| 4  | Irlanda del Nord (bandiera) | C     | Michael O'Connor |
| 5  | Inghilterra (bandiera)      | D     | Jason Shackell   |
| 6  | Inghilterra (bandiera)      | D     | Scott Wharton    |
| 7  | Inghilterra (bandiera)      | C     | Tom Pett         |
| 8  | Irlanda (bandiera)          | C     | Lee Frecklington |
| 9  | Inghilterra (bandiera)      | A     | Matt Rhead       |
| 10 | Inghilterra (bandiera)      | A     | Matt Green       |
| 11 | Portogallo (bandiera)       | A     | Bruno Andrade    |
| 12 | Inghilterra (bandiera)      | C     | Ellis Chapman    |

| N. |                             | Ruolo | Calciatore       |
| -- | --------------------------- | ----- | ---------------- |
| 14 | Inghilterra (bandiera)      | D     | Harry Toffolo    |
| 15 | Galles (bandiera)           | D     | James Wilson     |
| 16 | Inghilterra (bandiera)      | C     | Michael Bostwick |
| 17 | Irlanda del Nord (bandiera) | A     | Shay McCartan    |
| 18 | Inghilterra (bandiera)      | A     | Bernard Mensah   |
| 19 | Spagna (bandiera)           | A     | Joan Luque       |
| 20 | Inghilterra (bandiera)      | D     | Adam Crookes     |
| 23 | Galles (bandiera)           | D     | Neal Eardley     |
| 24 | Inghilterra (bandiera)      | P     | Sam Slocombe     |
| 26 | Inghilterra (bandiera)      | C     | Harry Anderson   |
| 27 | Inghilterra (bandiera)      | D     | Jamie McCombe    |
| 29 | Inghilterra (bandiera)      | A     | John Akinde      |